# ソワレ (映画)
『ソワレ』は、2020年8月28日に公開された日本映画。監督は外山文治、主演は村上虹郎と芋生悠。PG12指定。
和歌山県を舞台に、高齢者施設で演劇を教える役者志望の青年と、そこで働く若い女性の逃避行を描く。

## 概要
俳優の豊原功補と小泉今日子、監督の外山文治、映画監督で俳優の森岡龍、水野優子の5名によって設立された映像制作プロダクション「新世界合同会社」の第1回プロデュース作品。
タイトルの『ソワレ』とはフランス語で「陽が暮れた後の時間」「夜会」、もしくは劇場用語で「夜公演」を意味しており、映画のタイトルにした理由についてプロデューサーの豊原は「誰もが心の底に秘めた癒えることのない痛みや大切な思いを、夜会を意味するソワレに封じ込めて、次の朝にまた新たな一歩を迎えて歩き始める」というメッセージを込めたと語る。
本作でラジオから流れる曲『How many times did I kiss you?』は亀井登志夫と知永子夫妻による共作で、2人がこれまでに歩んだ道のりを振り返るかのような楽曲になっているという。

## キャスト
- 岩松翔太：村上虹郎
- 山下タカラ：芋生悠
- 西村薫：岡部たかし[5]
- 小原茂雄：康すおん[5]
- 瀬山圭壱：塚原大助[5]
- 中町仁：花王おさむ[5]
- 佐久間久美子：田川可奈美[5]
- 瀬山晶子：江口のりこ[5]
- 山下寛子：石橋けい[5]
- 大久保建治：山本浩司[5]

## スタッフ
- 監督・脚本：外山文治
- プロデューサー：豊原功補
- 共同プロデューサー：前田和紀
- アソシエイトプロデューサー：小泉今日子
- アシスタントプロデューサー：水野優子
- ラインプロデューサー：金森保
- 音楽：朝岡さやか
- 音楽監督：亀井登志夫
- 撮影：池田直矢
- 照明：舘野秀樹
- 音響：弥栄裕樹
- 美術監督：山下修侍
- 装飾：中山まこと
- 衣裳：宮本茉莉
- ヘアメイク：河本花葉
- 編集：加藤ひとみ
- スチール：敷地沙織
- 助監督：石川浩之
- 制作担当：柴野淳
- 後援：和歌山県、（公社）和歌山県観光連盟
- 協力：御坊日高映画プロジェクト、和歌山市
- 配給・宣伝：東京テアトル
- 制作プロダクション：新世界合同会社
- 制作協力：キリシマ1945
- 製作：2020ソワレフィルムパートナーズ（新世界合同会社、ベンチャーバンクエンターテインメント、東京テアトル、ハピネット、ステラワークス、カラーバード）